# クラドスポリウム
クラドスポリウム(Cladosporium)は、俗にクロカビと呼ばれる糸状菌のうち最も身近なものの1つ。

## 概論
クラドスポリウムは身近にごく普通に見られるカビで、クロカビやクロカワカビという俗名で知られている。濃い深緑色なので、コウジカビなどと混同されることも多い。

## 特徴
寒天培地上での菌糸は一定の太さで、成長は一般的な速さである。コウジカビやアオカビとは異なり、菌糸自体が深緑に着色しているので、胞子を形成する前からコロニーははっきりとした色が着いている。
胞子形成を始めるのはアオカビほどではないが速く、コロニー形成から数日中には始まる。分生子柄は培地上の菌糸から出て直立し、その先端から分生子を作る。柄が分枝を出す場合もある。
分生子形成型は出芽型。分生子柄の先端の細胞の一カ所、または複数箇所から出芽するようにして分生子が形成される。新たな分生子は古い分生子の先端に出芽する。これを繰り返せば、根元に古い分生子があり、先へ行くほど新しいものとなる分生子の鎖を生じる。一つの分生子から二カ所で出芽する場合もあるので、この鎖は枝分かれする。
この状態でシャーレを直接顕微鏡下において観察すれば、全体としては分生子柄の先端から、分枝した分生子の鎖が展開し、サンゴか何かのような姿となり、なかなか美しい。ただし、分生子はわずかの刺激でも互いに外れてバラバラになる。プレパラートでその姿を観察するのは至難の業である。大抵は作成途中で胞子がバラバラになり、無惨な瓦礫の山のような（胞子が乱雑に積み重なった）風景が見えるのが落ちである。普通は風に吹かれて分生子が散布される運びとなるのであろう。
分生子はやや不定形で大きさも不揃いではあるが、おおよそ楕円形っぽい。単細胞のものもあるが、中に隔壁を持った二細胞のものがまじる。色はオリーブ色がかった深緑色である。濡れた状態では黒っぽく見えることもある。そのため往々にしてクロカビなどとも呼ばれる。

## 成育環境
野外では植物遺体などを中心に出現する、ごく普通の土壌菌でもある。また、空中雑菌としてもよく出現する。しかし人家の中にもよく繁殖し、様々な有機物に生えてくる。パンなどの食品に出ることも多い。腐ったミカンに出る深緑のカビもこれであることが多い。壁などにも発生する。

## 分類
クラドスポリウムは古くから知られているカビであり、その定義が大雑把であったことから歴史的には1000種近い種が1つの属にまとめられてきた。しかし詳細な形態観察と分子系統解析により整理が進められており、現在では狭義のクラドスポリウム属は170種ほどとなっている。
代表的な種に限って以下に挙げる。
- C. cladosporioides
- C. cucumerinum
- C. halotolerans
- C. herbarum
- C. oxysporum
- C. sphaerospermum

### 完全世代
狭義のクラドスポリウムは、完全世代としてMycosphaerellaに似た形態を取り、Davidiellaという名が与えられている。
それ以外の広義クラドスポリウム属では、Cladophialophoraの完全世代としてCapronia、Fusicladiumの完全世代としてVenturiaなどが知られている。

## 利害
特に利用されることはない。
害の点では、もっとも身近なのは壁のシミやアレルギーの原因物質であることなどであろう。浴室などの壁のしみは、カビの菌糸が潜り込んで生じるものであるが、大部分はこのカビだといわれる。その他エアコンの吹き出し口の黒い固まりもこのカビであったり、フィルターに詰まったりもする。壁の染みの場合、黒い色は菌糸の色であり、壁に潜り込んでいるので、簡単にこすったくらいでは落ちないのが当たり前である。
また、空気中に飛散しているカビの胞子で最も数の多いのがこれだともいわれる。微生物の培養に於ける雑菌混入の代表的なカビでもある。
以上に加え、一部の種は植物病原菌として知られている。ウリ科作物（キュウリ、メロン、カボチャなど）においては、C. cucumerinumによる葉の斑点性病害である黒星病が知られている。その他、C. allii-cepaeによるタマネギ黄斑病も比較的大きな被害をもたらしている。また広義のクラドスポリウムを病原体とするものとして、バラ科サクラ属の果樹（モモ、オウトウ、ウメ、アーモンドなど）においてFusicladium carpophilumによる黒星病は重要病害である。Passalora fulvaによるトマト葉かび病も比較的大きな被害をもたらしている。